# 五条季長
五条季長（ごじょう すえなが、文永2年（1265年） - 正和2年（1313年））は、鎌倉時代後期の公卿。

## 官歴
- 弘安4年（1281年）：従五位下
- 弘安9年（1286年）：宮内少輔
- 弘安11年（1288年）：従五位上
- 正応2年（1289年）：大内記
- 正応3年（1290年）：少納言
- 正応4年（1291年）：紀伊権守
- 正応6年（1293年）：従四位下
- 永仁3年（1295年）：従四位上、修理権大夫
- 永仁6年（1298年）：宮内卿
- 正安元年（1299年）：正四位下
- 嘉元3年（1305年）：従三位
- 延慶3年（1310年）：正三位、大蔵卿
- 正和元年（1312年）：従二位

## 系譜
- 父：五条長経
- 弟：東坊城茂長
- 弟：五条房長
- 子：坊城長冬
- 子：五条為視